# 錢多斯宮

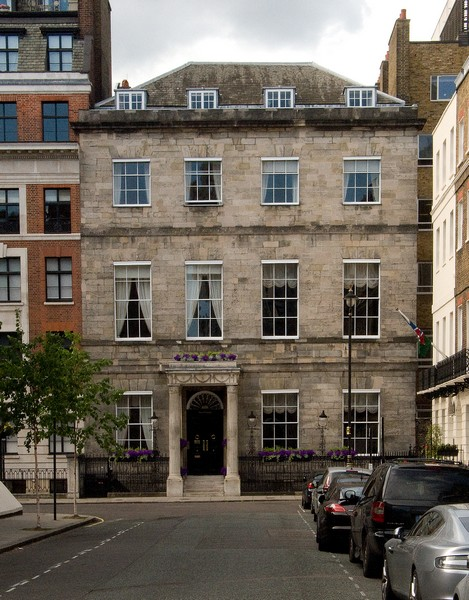

錢多斯宮（Chandos House）是英國倫敦市中心的一座建築，位於馬里波恩的Queen Anne Street。這座建築是I級登錄建築，修建於1769年至1771年。設計者是羅伯特·亞當。皇家醫學會曾經是這座建築的所有者。

## 外部連結
- 维基共享资源上的相關多媒體資源：Chandos House
- Chandos House website （页面存档备份，存于）

51°31′07″N 0°08′42″W / 51.51861°N 0.14500°W